# The American Magazine
The American Magazine fue una publicación periódica fundada en junio de 1906, una continuación de las publicaciones fallidas compradas unos años antes a la magnate editorial Miriam Leslie. Sucedió a Popular Monthly de Frank Leslie (1876-1904), Leslie's Monthly Magazine (1904-1905), Leslie's Magazine (1905) y American Illustrated Magazine (1905-1906). La revista se publicó hasta agosto de 1956.

## Historia
Bajo el título original de la revista, Frank Leslie's Popular Monthly, había comenzado a publicarse en 1876 y pasó a llamarse Leslie's Monthly Magazine en 1904, y luego volvió a llamarse Leslie's Magazine en 1905. Desde septiembre de 1905 hasta mayo de 1906, se tituló American Illustrated Magazine; luego posteriormente acortado como The American Magazine hasta que cesó su publicación en 1956. Mantuvo una numeración continua de volúmenes a lo largo de su historia.
En junio de 1906, los periodistas deshonestos Ray Stannard Baker, Lincoln Steffens e Ida M. Tarbell dejaron McClure's para ayudar a crear The American Magazine. Un "Anuncio editorial" publicado en 1907 encabezó la cobertura de Tarbell sobre la política arancelaria. Baker contribuyó con artículos utilizando el seudónimo de David Grayson. Bajo la dirección de John Sanborn Phillips, quien se desempeñó como editor hasta 1915, la revista mensual se apartó un poco del estilo de escándalo y se centró en historias de interés humano, problemas sociales y ficción. Publicado inicialmente por su Phillips Publishing Company de Springfield, Ohio, más tarde fue adquirida por Crowell Publishing Company en 1911, y luego se fusionó con Collier's. La revista estadounidense fue publicada por Crowell-Collier hasta que se dobló en 1956.
- Datos: Q3985643
- Multimedia: The American Magazine / Q3985643